# Museum Campus

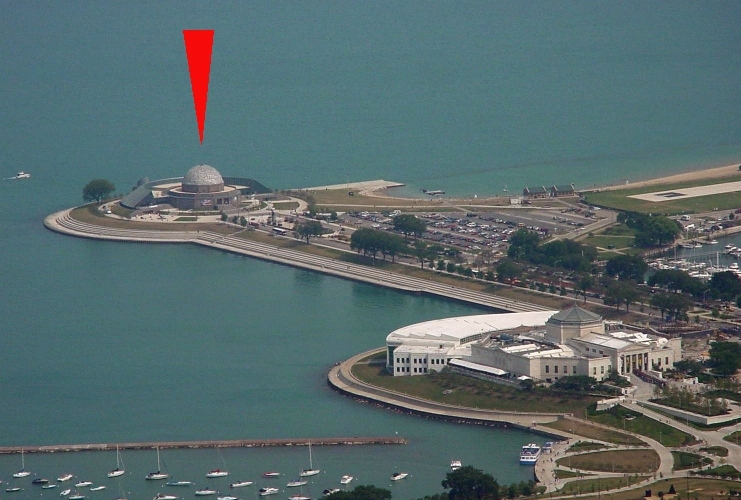
De Museum Campus Chicago met het Adler Planetarium aangewezen

De Museum Campus is een 230.850 m² groot park in Chicago, Verenigde Staten. Het verbindt het Adler Planetarium, het Shedd Aquarium en het Field Museum of Natural History met elkaar. Het park werd in 1998 geopend en bevat een boulevard langs de Solidarity Drive op de landengte die Northerly Island met het vasteland verbindt. Langs de weg vindt men monumenten voor Tadeusz Kościuszko, Karel Havlíček Borovský en Nicolaas Copernicus. Het ligt aan het zuidelijk uiteinde van Grant Park, vlak ten noorden van Burnham Park.